# اونو نو کوماچی
اونو نو کوماچی (به ژاپنی: 小野 小町 Ono no Komachi); ۱ ژانویهٔ ۰۸۲۵ – ۱ ژانویهٔ ۰۹۰۰) شاعر، و نویسنده در دوره هی‌آن اهل ژاپن بود.